# Fort du Dellec
Le fort du Dellec est situé sur la commune de Plouzané. Il a été édifié par Vauban au XVIIe siècle et était constitué par des remparts entourés de douves profondes et comprenait une batterie de 47 à tir rapide, en collaboration avec les batteries de la côte de Cornouaille au sud sur la presqu'île de Crozon. Le fort du Dellec a été remanié plusieurs fois après : rajouts de casemates et de soutes à munitions.
Il conserve aussi des structures de l'occupation allemande durant la Seconde Guerre mondiale avec la présence de blockhaus typiques du mur de l'Atlantique.
Le fort du Dellec fut un des nombreux éléments de défense de la rade de Brest. Ouvert au public, il est devenu un espace culturel et de loisirs en plein air. Les belvédères, accessibles au public, permettent d'assister au passage des nombreux navires dans le goulet de Brest.

## Description
La revue Armée et marine décrit ainsi la batterie, équipée de canons de 320 mm, en 1905 : « Ces batteries sont presque toutes de deux pièces ; celles du Mengam [Mengant] et de Dellec sont de quatre pièces. Elles sont casematées, à l'exception du Stiff [en Roscanvel], du Mengam et de Dellec, qui sont à ciel ouvert. Ces dernières ont leur champ de tir limité à 30 degrés ; elles ne peuvent tirer qu'un seul coup par pièce sur un navire passant devant elle ».

## Galerie photos

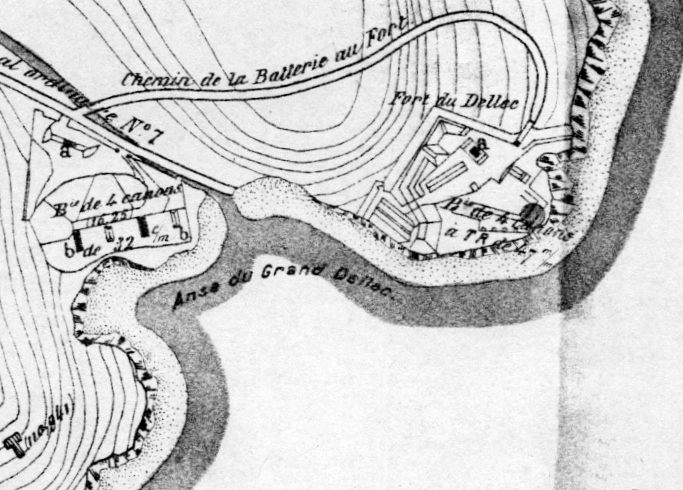
Fort du Dellec (1700 ca)
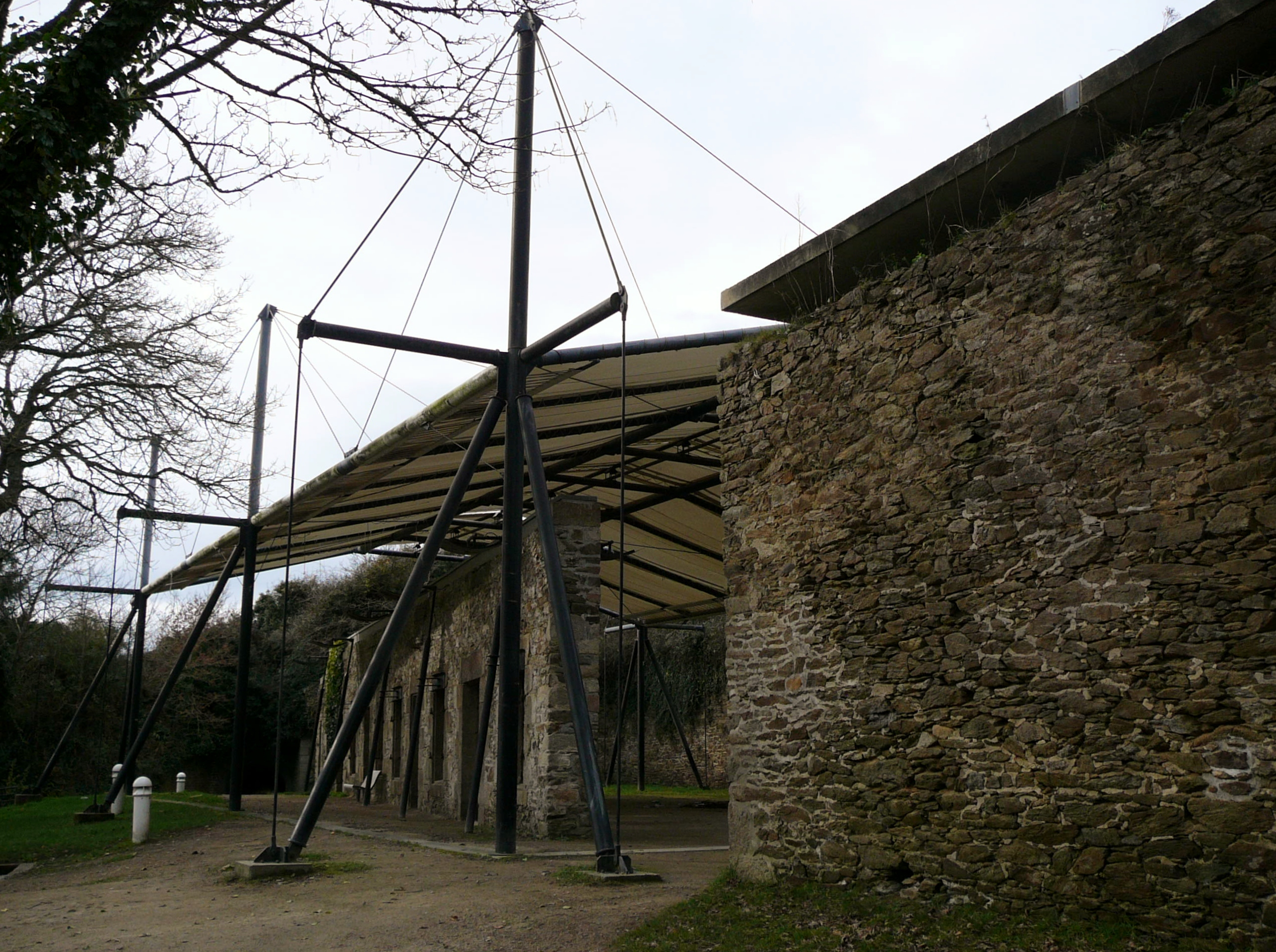
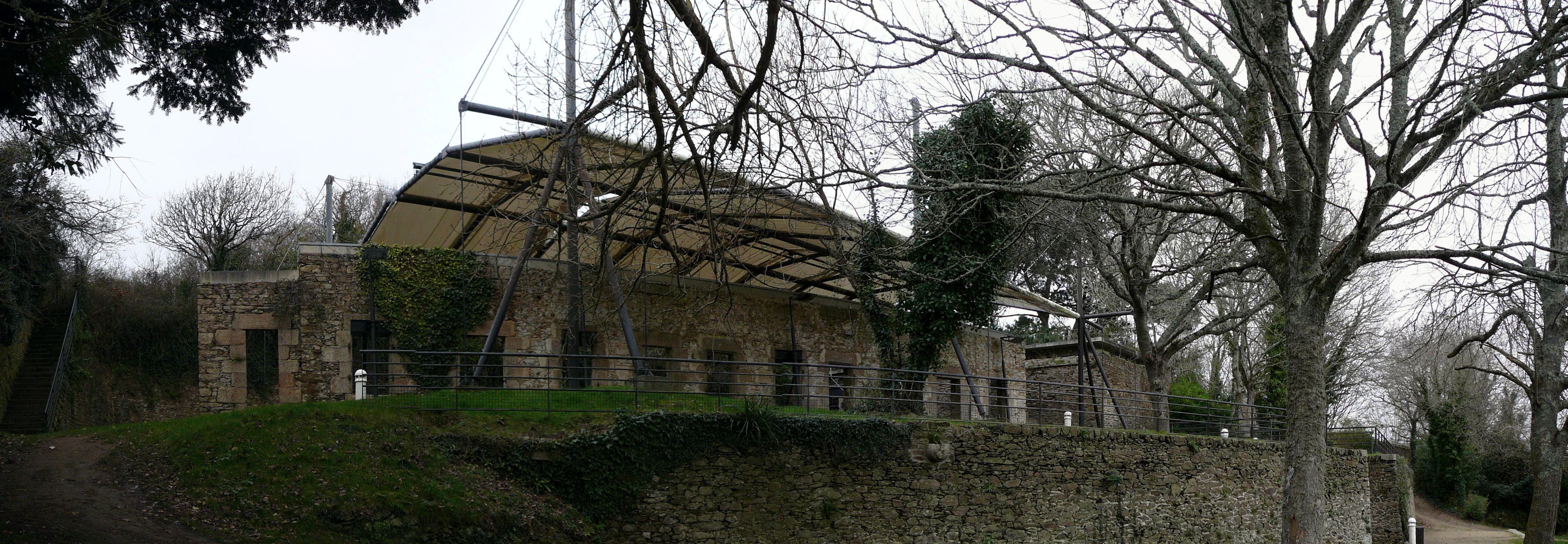